# Jack Moore (muzyk)
Jack Moore (ur. 12 października 1987) – brytyjski muzyk, gitarzysta i kompozytor.
Syn Gary’ego Moore’a, z którym występował na światowych scenach przez wiele lat. Grał też m.in. w Royal Albert Hall, uświetniając koncert Joe Bonamassy i Deep Purple. Do wspólnych koncertów zaprosił go również zespół Thin Lizzy (z którym karierę zaczynał jego ojciec). Występował na festiwalach w całej Europie (w tym wielokrotnie w Polsce). Jack Moore grywa stale z zespołem Cassie Taylor, realizując równocześnie własne projekty muzyczne. Związany z projektem Gary Moore Tribute Band.